# Efekt przypowierzchniowy
Efekt przypowierzchniowy – ogólny termin, określający każdy rodzaj efektu aerodynamicznego, występującego, gdy kadłub pojazdu bądź jego części przemieszczają się w niewielkiej odległości od powierzchni ziemi.
Wyróżniamy dwie główne kategorie efektu przypowierzchniowego:
- efekt przypowierzchniowy w statkach powietrznych – jest to w szczególności efekt wznoszący w samolotach o nieruchomych skrzydłach, który został wykorzystany do stworzenia pojazdów przypowierzchniowych (ekranoplan). Podobne efekty występują także w śmigłowcach i innych statkach powietrznych, z różnych przyczyn. Wznoszący efekt przypowierzchniowy jest także badany pod kątem potencjalnej przydatności w konstrukcji pociągów opartych na poduszce powietrznej.
- efekt przypowierzchniowy w samochodach – całkiem odmienny efekt, który jest używany do stworzenia siły dociskającej pojazd do drogi, aby zwiększyć przyczepność. W tym kontekście termin „efekt przypowierzchniowy” jest także używany na określenie części aerodynamicznych, które mają to powodować.